# Герб Винників
Герб Ви́нник — офіційний геральдичний символ міста Винники Львівської області, затверджений 17 лютого 1992 року. 
Розроблений Андрієм Гречилом та Іваном Сварником за мотивами старої печатки.

## Опис
У золотому полі синє гроно винограду з зеленим листком.
Щит обрамований декоративним картушем і увінчаний срібною міською короною.

## Зміст
Виноградне гроно вживалося на печатках громади ще в ХІХ ст. й указує на назву міста.